# Susy Gómez
Susy Gómez (Pollença, 1964) és una artista contemporània balear.

## Biografia
Va estudiar a la Facultat de Belles Arts de Barcelona. Un cop finalitzats els estudis, va realitzar la seva primera exposició a la Galeria Norai de Pollença el 1987. El 1993, va provocar una gran sorpresa amb la seva exposició individual a l'Espai 13 de la Fundació Joan Miró de Barcelona, fet que la va propulsar com a artista. La mostra va tenir un enorme èxit de crítica: Manel Clot, a Lápiz, la va qualificar com «una de les millors exposicions que s'han dut a terme en aquest espai en els darrers anys». Una instal·lació realitzada amb diferents materials tèxtils, com una espiral que el públic podia travessar, en constituïa la peça central. Altres escultures estaven fetes amb peces de vestir disposades de tal manera que no podien correspondre al seu ús convencional sobre el cos, sinó que adoptaven altres possibilitats que parlaven de la incapacitat psicològica de transparentar la subjectivitat
de l'usuari a través del vestir.
Des de mitjans dels anys 90 ha anat participant en la fira ARCO de Madrid i s'ha obert camí als principals fòrums d'art estrangers. L'any 2000 l'IVAM li va dedicar la seva primera retrospectiva, l'exposició Algunas Cosas Que Llamaba Mías, comissariada per Enrique Juncosa.
L'any 2002 va ser escollida, junt amb Sigfrido Martín Begué, pel ministeri espanyol d'afers exteriors com a representant de l'art d'avantguarda del país durant la presidència espanyola de la Unió Europea. Per tal de respondre a aquesta distinció, l'artista va instal·lar tres escultures al jardí de vianants de l'edifici Iustus Lipsius, la seu del Consell d'Europa a Brussel·les. Les escultures en qüestió eren una poma de sis metres de diàmetre —en referència als orígens—, uns peixos en forma de sabates impossibles de calçar-se, modelats en bronze —metàfora del camí de la Unió Europea i mig cor de ferro, en representació de la passió.

## Obra
| «            | Avui més que mai la pintura és el llenguatge més subversiu, per estar davant dels fets i reflectir el teu propi ésser en un present sempre esquiu. […] M'interessa parlar des de la pintura, que ens parla d'humanització, de l'imperfecte; és el que necessito per explicar-me. | » |
| — Susy Gómez | |   |

L'obra de Gómez es caracteritza per la seva versatilitat tècnica: l'artista treballa amb diverses tècniques dins del món de la pintura, la fotografia, l'escultura, el dibuix, el vídeo o la instal·lació, per bé que recentment ha abandonat l'ús de la fotografia a favor de la pintura de gran format, tot i que defuig la crítica social. Pel que fa a la temàtica, abarca des de motius autobiogràfics fins a la pura abstracció. De totes maneres, l'artista no està tan interessada en els objectes per ells mateixos com en la mirada que s'hi diposita.

## Exposicions destacades
- 1993 - Sin titulo. Espai 13, Fundació Joan Miró. Barcelona[15]
- 1995 - Voy A Apagar La Luz Para Pensar En Tí Museu del Montsià
- 1996 - Maldito Corazón. Fundació Pilar i Joan Miró a Mallorca
- 2000 - Algunas Cosas que Llamaba Mías. Centre del carmen. IVAM, València
- 2001 - No sé guantes Vegades, Museu de Pollença, Mallorca
- 2004 - Parcours par coeur. Museu de Navarra. Pamplona
- 2006 - Un lugar donde reparar algún deseo.Loop 06. Barcelona
- 2008 - Voilà. Galeria Toni Tàpies. Barcelona
- 2009 - El timón de mis almas. Museu CAC Màlaga[16]
- 2011 - Solo Show. Galeria Giorgio Persano. Torí
- 2013 - Lejos de expresiones completamente automáticas. Solo Objects. Arcomadrid 2013. Madrid